# Eva Czemerys
Eva Czemerys (Múnich, 1940-Roma, 1996) fue una actriz de cine alemana naturalizada italiana.

## Biografía
Nacida en Múnich de padres rusos, su familia se mudó a Roma, Italia, cuando ella tenía solo un año. Estudió interpretación y debutó como actriz principal en 1971 en Bella di giorno, moglie di notte. Fue una estrella menor en el cine italiano, especialmente en películas de comedia sexy all'italiana y giallo. Czemerys se retiró del mundo del espectáculo a mediados de los años ochenta y se centró en el voluntariado. Murió de cáncer en Roma en 1996.

## Filmografía

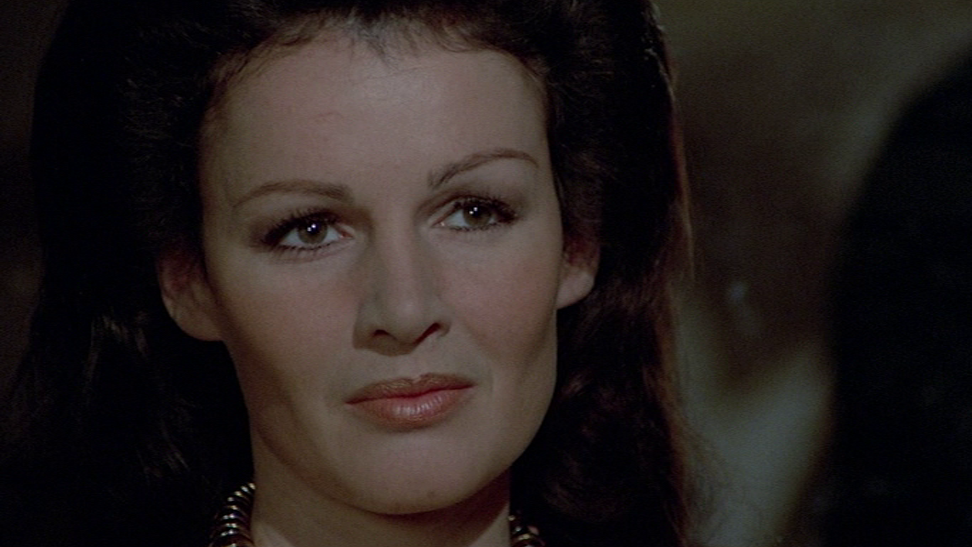
Czemerys en El asesino ha reservado nueve butacas (1974).

- Bella di giorno, moglie di notte (1971)
- Cristiana monaca indemoniata (1972)
- L'arma l'ora il movente (1972)
- Poppea... una prostituta al servizio dell'impero (1972)
- Hochzeitsnacht-Report (de) (1972)
- All'onorevole piacciono le donne (1972)
- La gatta in calore (1972)
- Diario segreto da un carcere femminile (1973)
- 24 ore... non un minuto di più (1973)
- Una vita lunga un giorno (1973)
- Juegos de sociedad (1974)
- El asesino ha reservado nueve butacas (1974)
- Il figlio della sepolta viva (1974)
- Morbosità (1974)
- Roma drogata, la polizia non può intervenire (1975)
- Sedici anni (1975)
- Perché si uccide un magistrato (1976)
- Escape del Bronx (1983)
- Il calore sotto la pelle (1985)